# Kandet Diawara
Kandet Diawara (* 10. Februar 2000 in Lille) ist ein guineisch-französischer Fußballspieler, der aktuell beim 1. FC Magdeburg unter Vertrag steht.

## Karriere

### Verein
Diawara begann seine fußballerische Ausbildung 2009 beim RC des Bois Blancs Lille in seiner Geburtsstadt. Nach einem Jahr dort wechselte er zum IC Lambersart und nur zwei Jahre später in die Jugendakademie des RC Lens. Dort kam er bereits in der Saison 2017/18 zu seinen ersten Einsätzen für das viertklassige Zweitteam. 2018/19 spielte er sowohl dort als auch in der Coupe Gambardella für die U19-Mannschaft. Die Spielzeit 2019/20 beendete er mit zahlreichen Viertligaeinsätzen und einer Nominierung in den Ligapokalkader.
Im Januar 2021 wechselte er nach einem halben Jahr ohne Verein nach Zypern zu PO Xylotymbou.
Nur ein halbes Jahr später wurde er vom Rekordmeister Zyperns APOEL Nikosia verpflichtet. Dort spielte er am 24. Oktober 2021 in der First Division nach Einwechslung gegen Aris Limassol das erste Mal im Profibereich. Bis zum Saisonende kam Diawara zehnmal zum Zug, wurde mit dem Klub jedoch nur Dritter. Daraufhin wurde er für die gesamte Saison 2022/23 an den Ligarivalen EN Paralimni verliehen. Dort gelang ihm am achten Spieltag ebenfalls gegen Aris Limassol sein erster Profitreffer, als sein neuer Verein 1:2 verlor. Bei Paralimni war er absolut gesetzt und schoss in 37 Ligaauftritten fünf Tore.
Im Sommer 2023 wechselte er zurück nach Frankreich zum Erstligaaufsteiger Le Havre AC. Von dort wurde im Sommer 2024 für ein Jahr an den Zweitligisten Pau FC verliehen.
Nach Beginn der Saison 2025/26 wechselte Diawara zum 1. FC Magdeburg.

### Nationalmannschaft
Im Jahr 2018 kam Diawara fünfmal für die U18-Nationalmannschaft Frankreichs zum Einsatz. Im Februar 2023 verkündete er jedoch, dass er künftig für die guineische Nationalmannschaft auflaufen wolle. Am 21. März 2024 kam er gegen Vanuatu zu seinem ersten Länderspiel für Guinea.